# José Soares de Albergaria
José Soares de Albergaria (Velas, ilha de São Jorge, Açores, 3 de Fevereiro de 1805 —  1891) foi um militar português. 
Em 1825 alistou-se como voluntário no posto de cadete, tendo sido alistado no dia 22 de Junho de 1828 como pertencendo ao batalhão de caçadores nº 5. 
Tomou parte na Batalha da Praia da Vitória travada no dia 11 de Agosto de 1829, seguindo depois com a expedição liberal para a cidade do Porto onde fez toda a campanha da Guerra Civil Portuguesa. Ficou tornando-se notável no reconhecimento do Valongo e na acção de Ponte Ferreira, 22 e 23 de Julho de 1832, pelo que foi feito cavaleiro Ordem Militar da Torre e Espada. 
Em 18 de Março de 1834 foi ferido na Batalha de Almoster, continuando, apesar de ferido, a comandar a sua companhia, facto heróico que lhe valeu a nomeção de Cavaleiro da Ordem Militar de Nossa Senhora da Conceição.
Em 1858 reformou-se em tenente-coronel. Era Cavaleiro fidalgo da casa real e Cavaleiro da Ordem de São Bento de Avis. Tinha a medalha de ouro de valor militar, e a n.° 9 das campanhas da liberdade. Faleceu no dia em que completava 86 anos de idade.
Foi irmão de João Soares de Albergaria de Sousa e filho do capitão-mor Inácio Soares de Albergaria e Sousa.